# Basílica de Nuestra Señora de Hungría

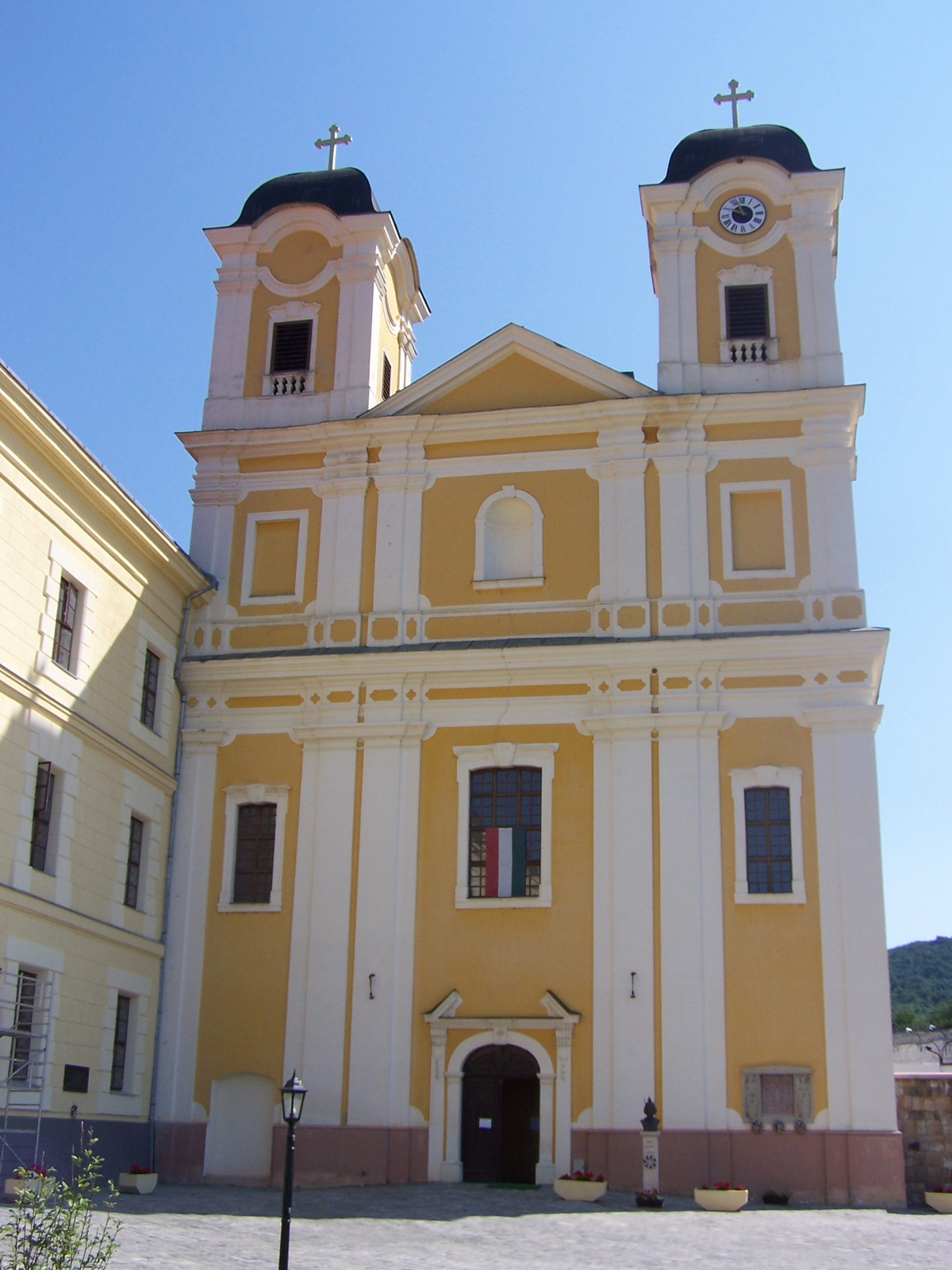
Basílica de Nuestra Señora de Hungría.

La Basílica de Nuestra Señora de Hungría (en húngaro: Magyarok Nagyasszonya-bazilika) es una iglesia parroquial católica de la diócesis de Vác, ubicada en Marianosztra, Hungría. La antigua iglesia del monasterio está consagrada en honor a María madre de Jesús y tiene el rango de Basílica Menor desde 2012.

## Trasfondo
En 1352, el rey Luis I de Hungría construyó una iglesia y un monasterio paulino en una zona rural de Hungría, donde se crio su hija Eduviges. El asentamiento que más tarde se desarrolló alrededor del monasterio recibió el nombre de Márianosztra en honor a la patrona del monasterio, «Nuestra María» (en latín: Maria nostra). Durante la época de la Hungría otomana, el complejo se convirtió en una ruina. Tras la derrota de los otomanos en la Gran Guerra Turca, la iglesia fue reconstruida en 1712 y dedicada de nuevo en 1729. En 1786, la Orden Paulina se disolvió y tuvo que abandonar el monasterio, luego utilizado como prisión, y la iglesia fue cedida a una parroquia recién formada. En 1989, los monjes paulinos regresaron a Hungría para cuidar nuevamente este santuario. En otro tiempo fue la sede de los fundadores de la Orden Paulina, pero ahora es sólo la sede de la provincia húngara de la orden. En 2012, la iglesia recibió el rango de Basílica Menor del Papa Benedicto XVI.

## Edificio
El arquitecto de la iglesia fue Zsigmond Berényi. El santuario fue construido en forma gótica en 1717-1718, y la nave y las torres más tarde en 1719-1722 en estilo barroco. Se pensaba que el santuario era gótico hasta que Lajos Bozóki sondeó sus muros en 1990 y 1999 y descubrió que todo el santuario fue construido en el siglo XVIII, mientras que la verdadera arquitectura gótica finaliza en el siglo XVI. (Los edificios más jóvenes de este estilo se consideran formas de arquitectura neogótica.) El historiador de arte Gergely Domonkos Nagy explica: «El mensaje de estas formas medievales se puede interpretar fácilmente: el asentamiento de la Orden Paulina en Márianosztra no es una especie de nuevo comienzo, sino la continuación de la vida medieval del monasterio».
El órgano de la iglesia es del maestro Buda János Staudinger. El mobiliario barroco, las tallas en madera y las esculturas fueron realizados por el artista paulino Johannes Hasenmiller y sus compañeros. En 1711, la iglesia recibió una copia del icono de la Virgen de Nuestra Señora de Częstochowa del Monasterio Jasna Góra.